# Uomo dei dolori (Dürer)
L'Uomo dei dolori, chiamato a volte Ecce Homo, è un dipinto del pittore tedesco Albrecht Dürer realizzato nel 1493 e conservato nel Staatliche Kunsthalle Karlsruhe a Karlsruhe, in Germania.

## Storia
L'Uomo dei dolori nell'iconografia cristiana si riferisce all'aspetto fisico di Gesù Cristo tra il momento della sua crocifissione e quello della sua risurrezione. L'espressione deriva da un versetto del Libro di Isaia (Is 53: 3) «disprezzato e reietto dagli uomini, uomo dei dolori che ben conosce il patire...» La parola "dolore" è sempre plurale : אִישׁ מַכְאֹבוֹת ( ish makh'ovot) nella Bibbia ebraica e vir dolorum nella Vulgata. L'Uomo dei dolori si riferisce si Cantici del Servo di Isaia.
Il tema dell'Ecce Homo, che è vicino all'uomo dei dolori, è stato trattato anche da Dürer in diverse incisioni, tra cui quelle della serie della Grande Passione (conservata ad Albertina a Vienna) e della Piccola Passione (al British Museum).
Negli ultimi anni, Dürer si è ritratto come un "uomo del dolore" nell'autoritratto alla Kunsthalle Bremen.

## L'Uomo dei dolori e l'Ecce Homo di Albrecht Dürer

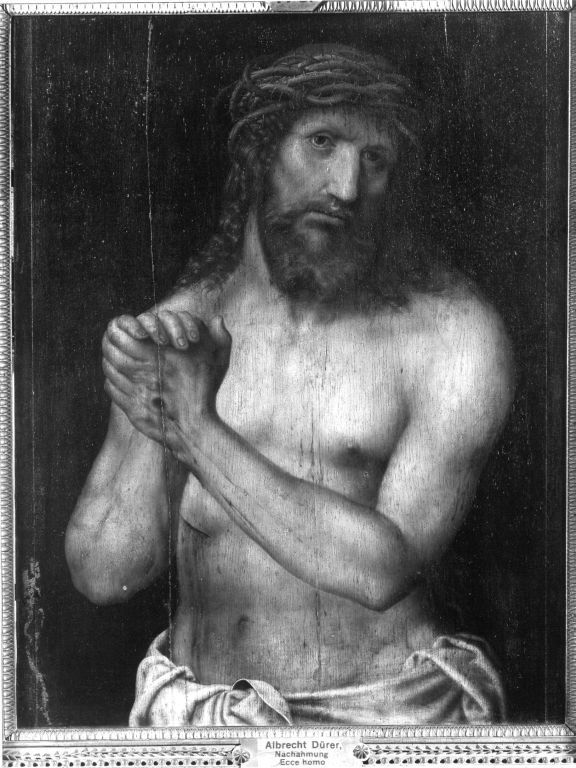
Ecce Homo, collezione bavarese di pittura statale
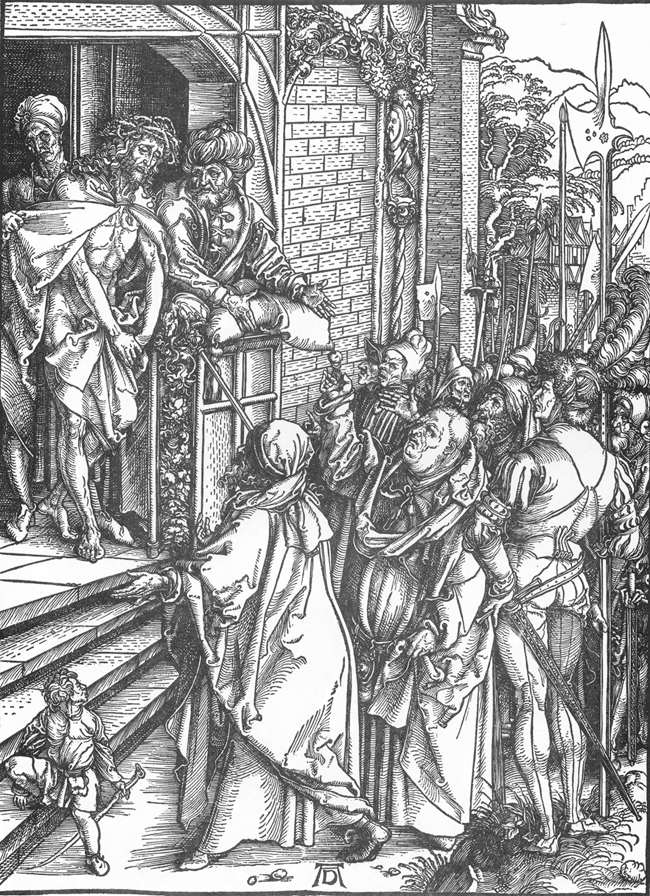
Ecce Homo, Grande Passione, 1499, Albertina a Vienna)
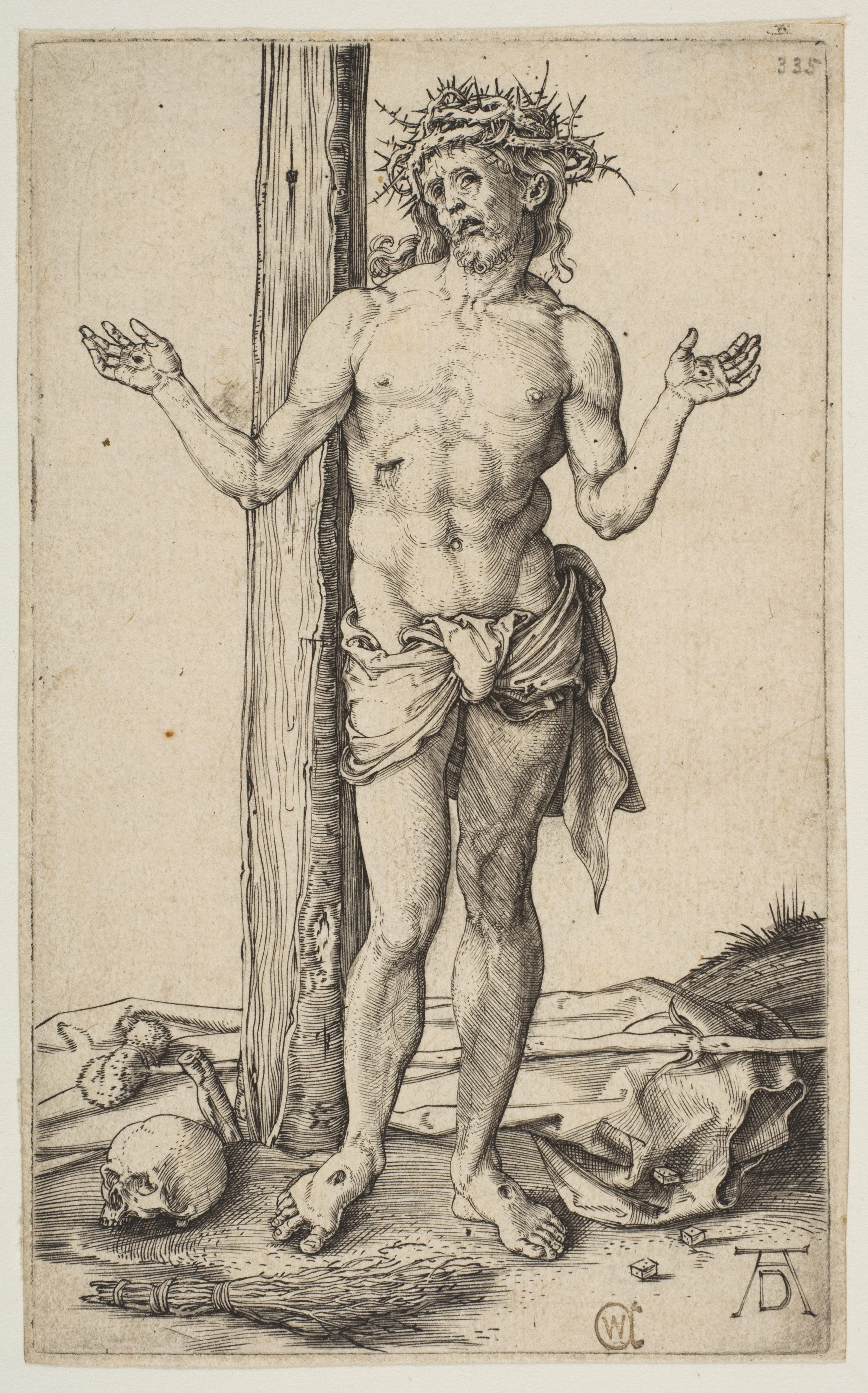
Uomo dei dolori con braccia aperte, 1500, Metropolitan Museum of Art
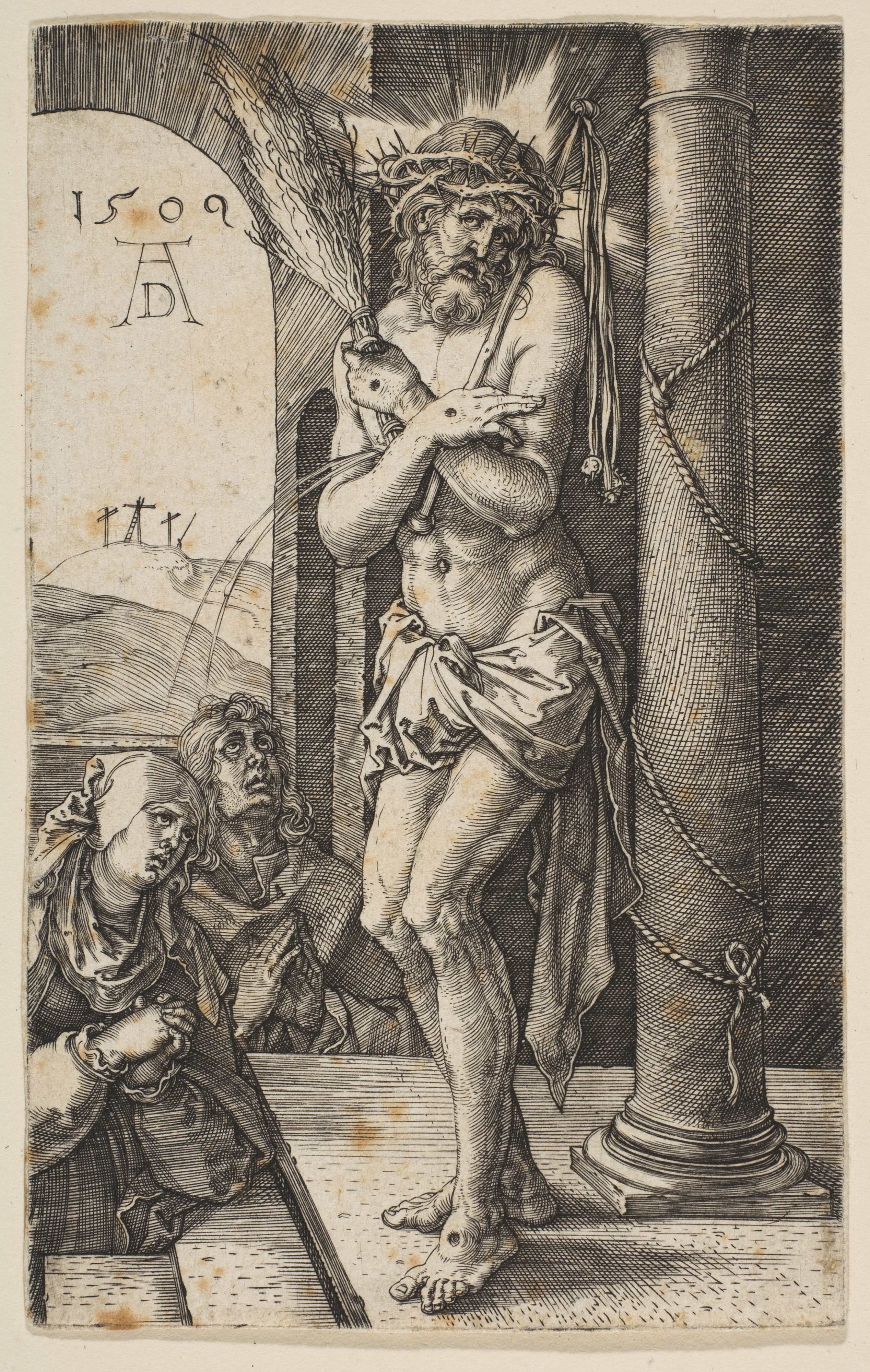
Uomo dei dolori, Passione, 1509, Metropolitan Museum of Art
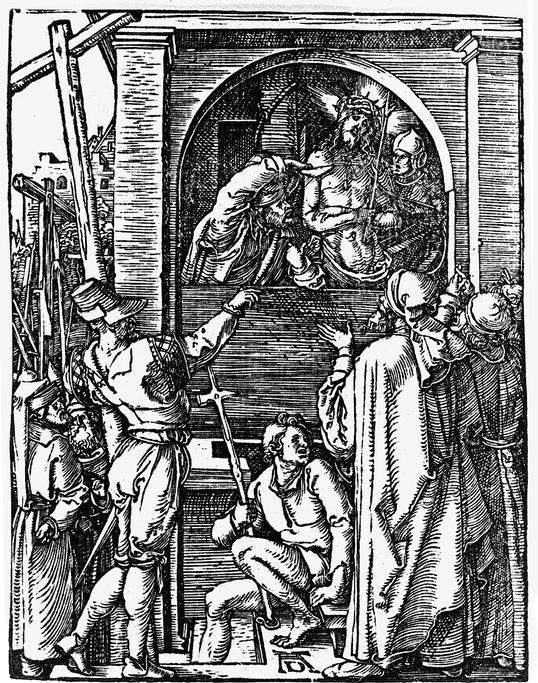
Ecce Homo, Piccola Passione, 1511
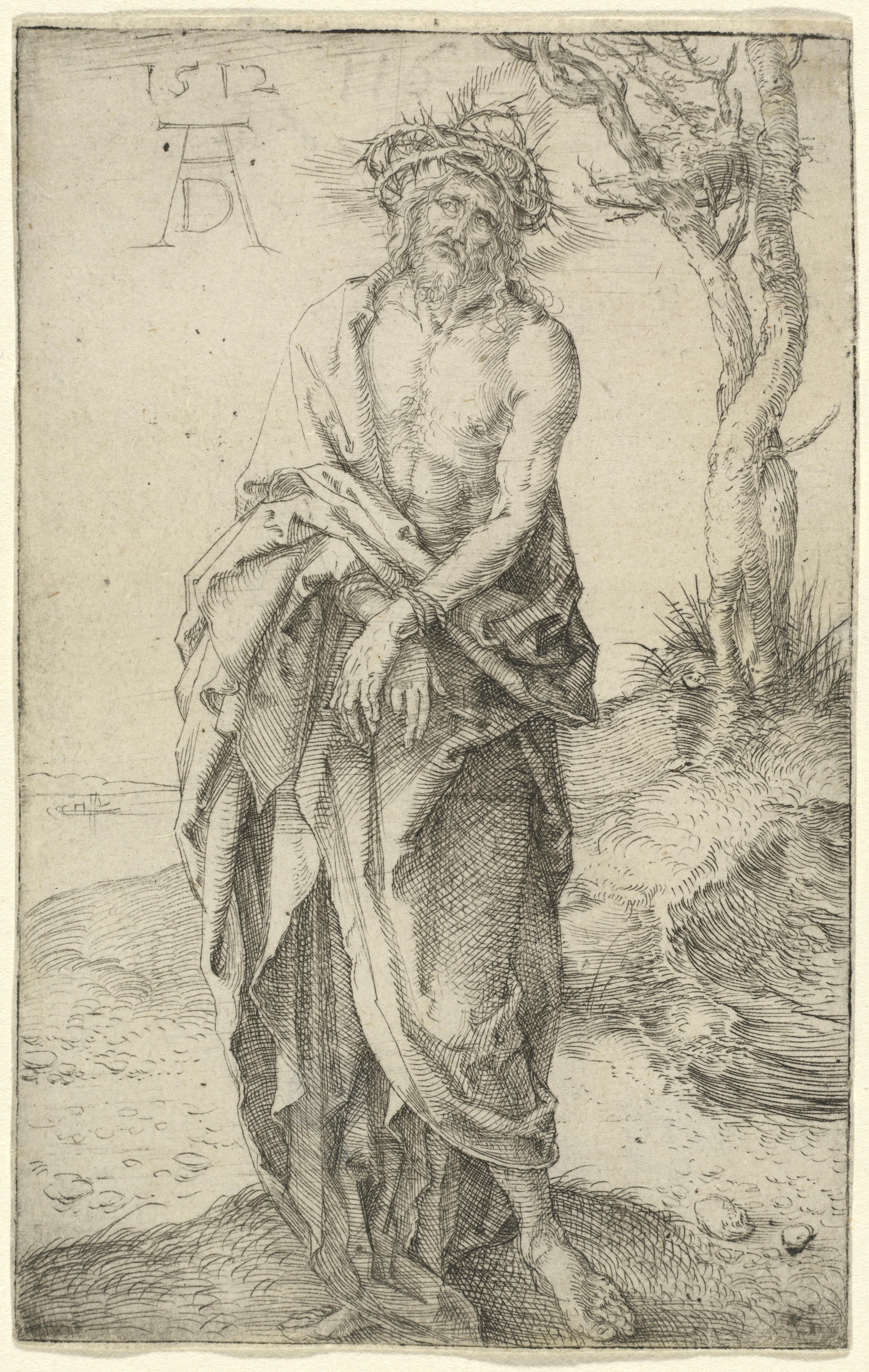
Uomo dei dolori con mani legate, 1512, Albertina a Vienna
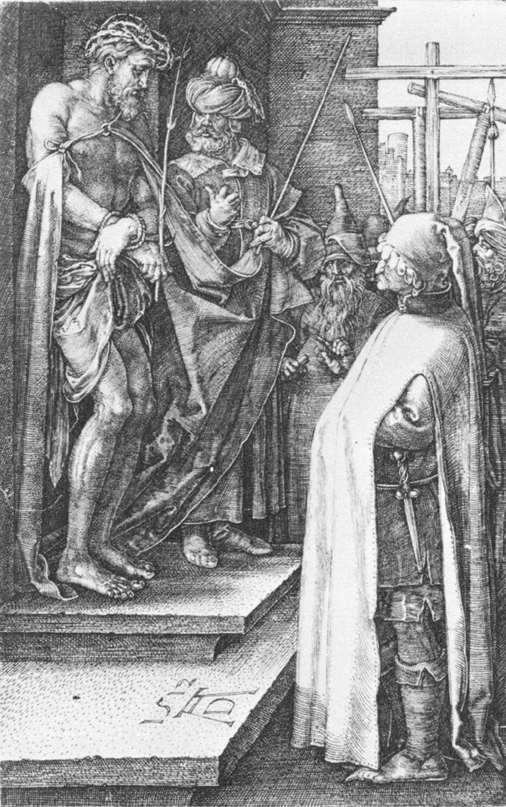
Ecce Homo, 1512, Princeton University Art Museum
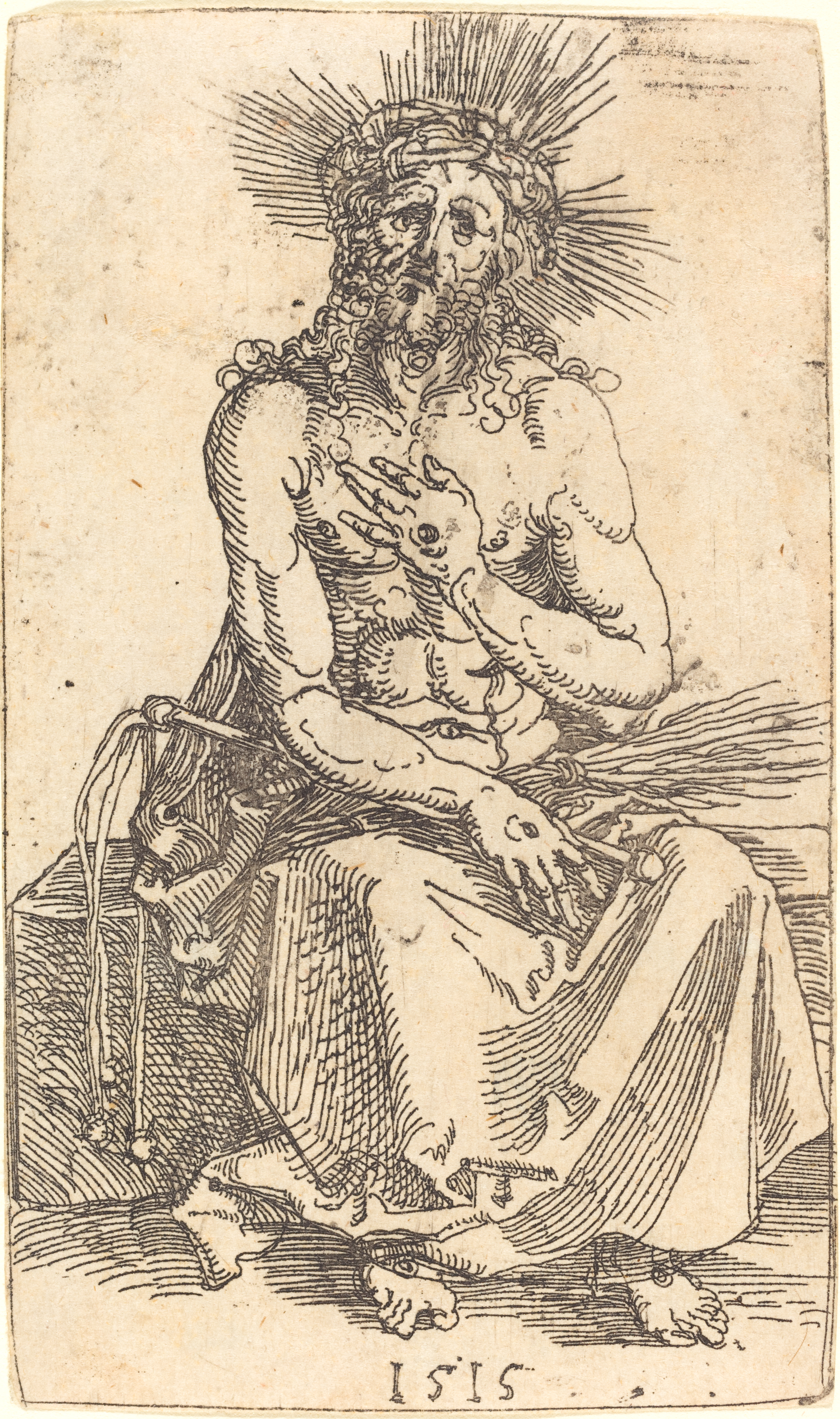
Uomo dei dolori seduto, 1515, National Gallery of Art
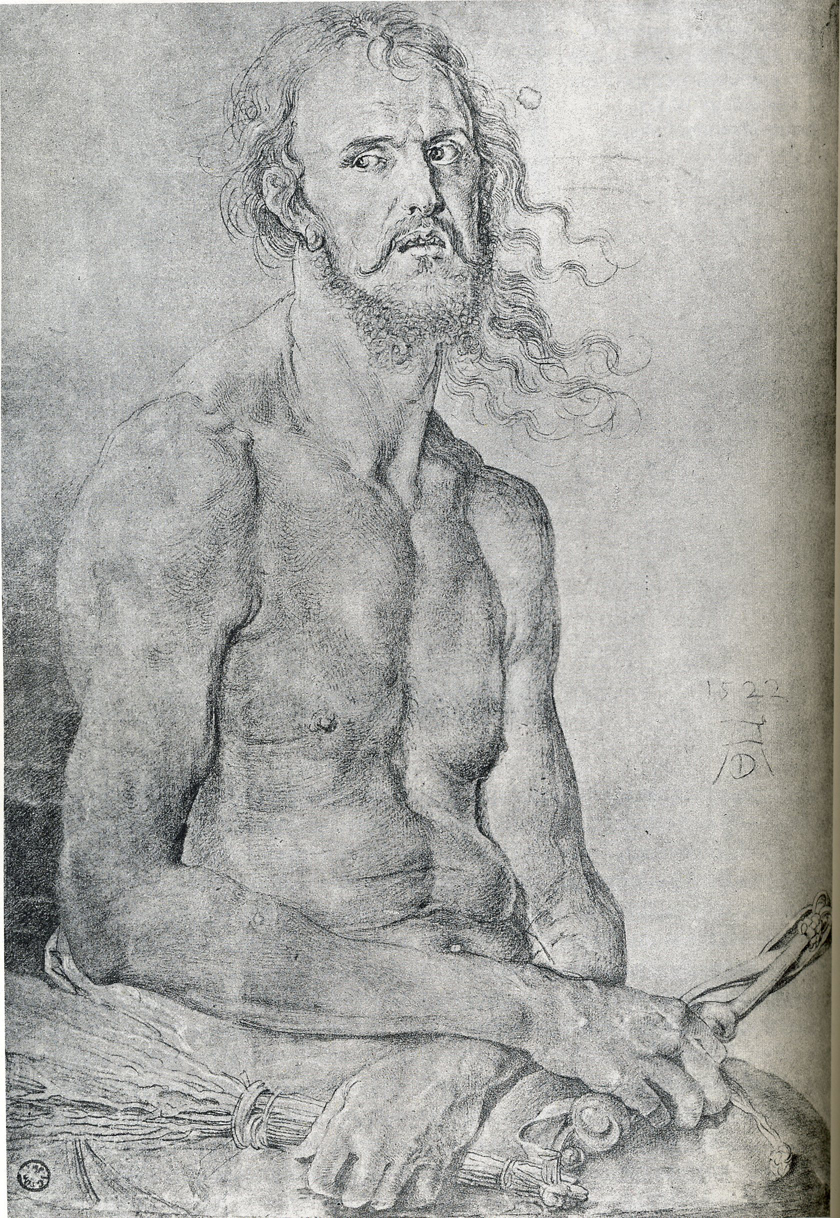
Autoritratto con Uomo del dolore, 1522, Kunsthalle Bremen